# Касперівський замок
Касперівський замок — втрачена оборонна споруда в селі Касперівцях Заліщицької громади Чортківського району Тернопільської области України.

## Відомості
Збудований на початку XVII ст., коли король Сигізмунд III Ваза у 1619 році надав привілей Якобу Лутомирському заснувати Касперівці на лівому березі Серету місто під назвою Лутомирськ, яке неодноразово руйнували татари.
У 1958 році розібрано Замкову вежу. Від замку залишилася лише назва урочища «Башта».